# إيلين إينسورث
إيلين إينسورث (بالإنجليزية: Ellen Ainsworth)‏ هي طبيبة عسكرية أمريكية، ولدت في 1918، وتوفيت في 1944.